# Vida eterna (cristianismo)

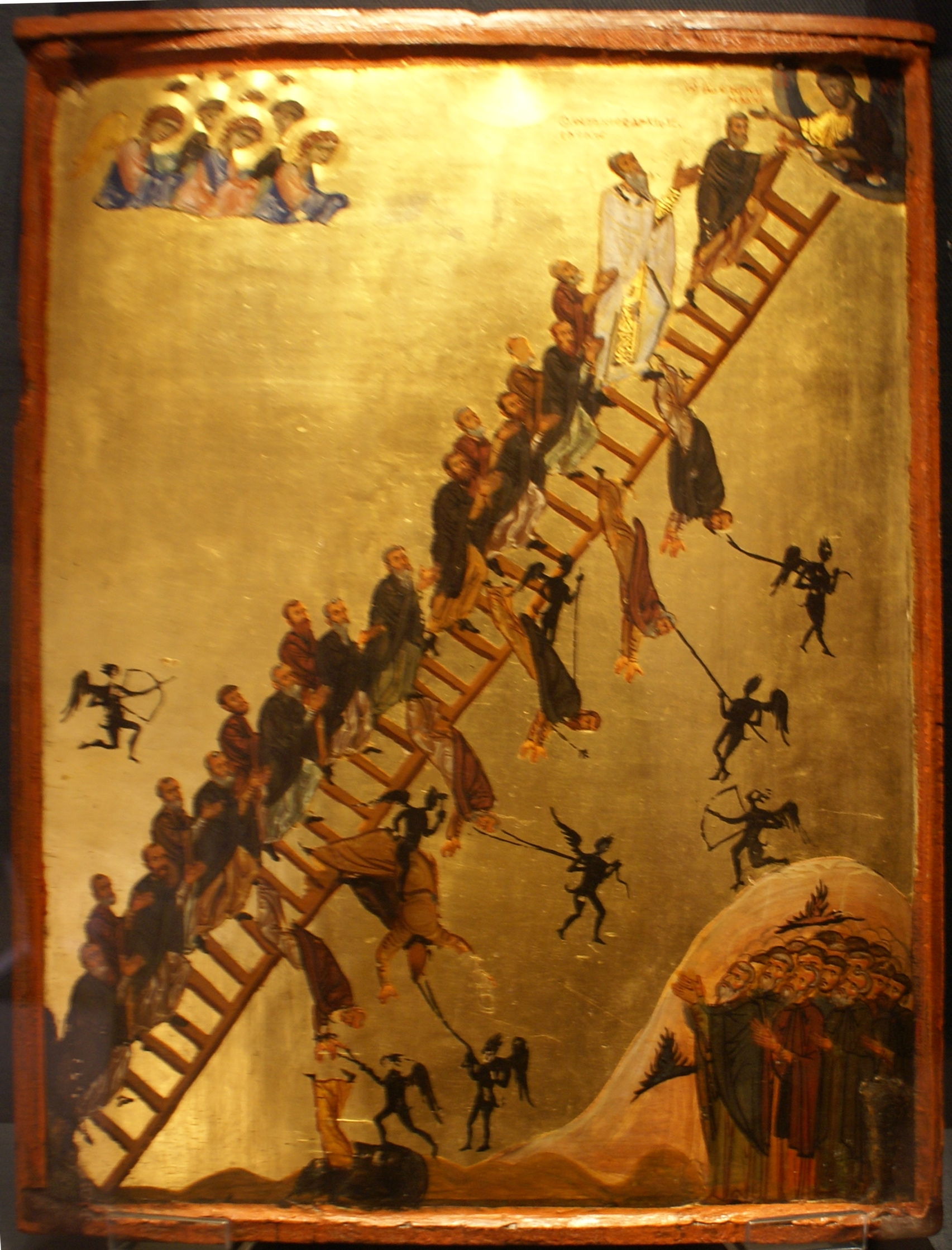
La escalera del divino ascenso es un importante icono conservado y expuesto en el Monasterio de Santa Catalina del Monte Sinaí, situado en la base del Monte Sinaí en Egipto. El fondo dorado es típico de iconos como éste, que se fabricó en el a partir de un manuscrito escrito por el monje del Juan Clímaco, quien se basó en la descripción bíblica de la escalera de Jacob. Representa la ascensión al Cielo de monjes, algunos de los cuales caen y son arrastrados por demonios negros.

Vida eterna se refiere tradicionalmente a la continuación de la vida después de la muerte, tal como se esboza en la escatología cristiana. El Credo de los Apóstoles testifica: Creo... en la resurrección de la carne y en la vida eterna. Según este punto de vista, la vida eterna comienza tras la Segunda venida de Jesús y la resurrección de los muertos, aunque en la literatura joánica del Nuevo Testamento hay referencias a que la vida eterna comienza en la vida terrenal del creyente, lo que posiblemente indica una escatología inaugurada.
Según la teología cristiana dominante, después de la muerte pero antes de la Segunda Venida, los salvados viven con Dios en un estado intermedio, pero después de la Segunda Venida, experimentan la resurrección física de los muertos y la recreación física de una Tierra Nueva. El Catecismo de la Iglesia Católica afirma: 

Por la muerte el alma se separa del cuerpo, pero en la resurrección Dios dará vida incorruptible a nuestro cuerpo, transformado por la reunión con nuestra alma. Así como Cristo ha resucitado y vive para siempre, así todos nosotros resucitaremos en el último día.

N.T. Wright sostiene que "el plan de Dios no es abandonar este mundo... Más bien, tiene la intención de rehacerlo. Y cuando lo haga, resucitará a todas las personas a una nueva vida corporal para vivir en él. Ésa es la promesa del evangelio cristiano."
En los Evangelios Sinópticos y en las Cartas paulinas, la vida eterna se considera generalmente como una experiencia futura, pero el Evangelio de Juan difiere de ellos en su énfasis en la vida eterna como una "posesión presente". Raymond E. Brown señala que en los evangelios sinópticos la vida eterna es algo que se recibe en el juicio final, o en una edad futura (Marcos 10: 30, Mateo 18:8-9) pero el Evangelio de Juan posiciona la vida eterna como una posibilidad presente, como en Juan 5:24.
Así, a diferencia de los sinópticos, en el Evangelio de Juan la vida eterna no es sólo futurista, sino que pertenece al presente. En Juan, los que aceptan a Cristo pueden poseer la vida "aquí y ahora", así como en la eternidad, pues han "pasado de muerte a vida", como en Juan 5:24: "El que oye mi palabra, y cree al que me envió, tiene vida eterna, y no viene a juicio, sino que ha pasado de muerte a vida. " En Juan, el propósito de la encarnación, muerte, resurrección y glorificación de La Palabra era proporcionar vida eterna a la humanidad.

## En el Nuevo Testamento
Estudiosos como John H. Leith afirman que la vida eterna nunca se describe en detalle en el Nuevo Testamento, aunque se dan garantías de que los fieles la recibirán. Otros estudiosos como D. A. Carson sugieren que la vida eterna se define explícitamente en John 17:3, donde Jesús dice en su  Oración del Sumo Sacerdote, Ahora bien, esta es la vida eterna: que te conozcan a ti, el único Dios verdadero, y a Jesucristo, a quien has enviado. Carson dice de este versículo que "La vida eterna gira nada más y nada menos que en torno al conocimiento del Dios verdadero" y que no es "tanto la vida eterna como el conocimiento personal de los atributos de Dios." Por otra parte, el Diccionario Eerdmans de la Biblia sostiene que "la naturaleza de la vida eterna sólo se esboza en sus elementos esenciales en el Nuevo Testamento".
John W. Ritenbaugh dice que la vida eterna es conocer a Dios, y que Jesús implica una relación íntima con Dios que madura con el tiempo.

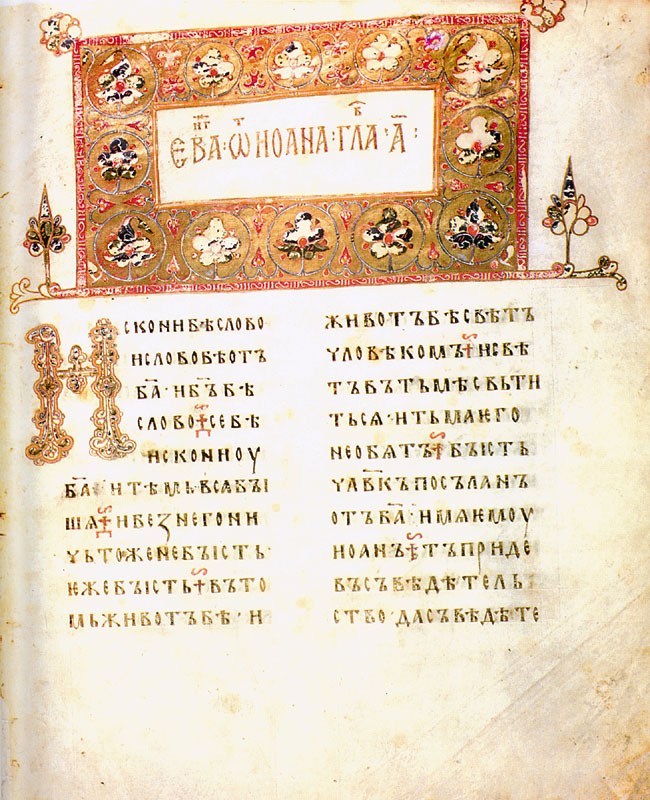
Ostromir Evangelio de Juan, 1056

Mientras que se considera que los Evangelios sinópticos se centran en la proclamación del Reino de Dios, algunos estudiosos ven la vida eterna como el tema central de la predicación de Jesús en el Evangelio de Juan, donde recibir la vida eterna es visto como sinónimo de entrar en el Reino. En las enseñanzas cristianas, la vida eterna no es una parte inherente de la existencia humana, y es un don único de Dios, basado en el modelo de la Resurrección de Jesús, vista como un acontecimiento único a través del cual la muerte fue vencida "de una vez por todas", permitiendo a los cristianos experimentar la vida eterna. Esta vida eterna se proporciona a los creyentes, generalmente se supone, que en la resurrección de los muertos.
En la teología del Nuevo Testamento, además de la "vida" (zoe, es decir, ζωὴ en griego), existe también una vida espiritual prometida que a veces se describe con el adjetivo eterna (aionios, es decir, αἰώνιος en griego), pero otras veces se denomina simplemente vida. Tanto en Juan como en Pablo la posibilidad de alcanzar la vida eterna y evitar la ira de Dios depende de creer en Jesús, el Hijo de Dios. Para Juan, permanecer en Cristo implica amarse unos a otros, como se indica en Juan 15:9-17, y Juan 5:24. La existencia del amor divino en los creyentes,  facilita la influencia del evangelio en el mundo, y conduce a la salvación generalizada. 1 Juan 3:14 manifiesta el ya pero todavía no, adquisición de la vida eterna, refiriéndose a la adquisición de la vida eterna como de una vez por todas (ephapax), y el papel del amor en la consecución de la misma: "Sabemos que hemos pasado de la muerte a la vida, porque nos amamos. Quien no ama permanece en la muerte", algo que recuerda las palabras de Jesús en Juan 5:24.
Para San Agustín, doctor de la iglesia, el papel de la persona a través de sus obras en su salvación es esencial, así lo describe : "Dios que te creo sin ti, no te salvará sin ti".

### Cartas paulinas
En las epístolas paulinas, los textos más antiguos del Nuevo Testamento,[cita requerida] la vida eterna se hace posible en la persona de Cristo, donde por la gracia de Dios y mediante la fe en Cristo los seres humanos pueden recibir el don de la vida eterna. Para Pablo (como en Gálatas 6:8) la vida eterna futura llega como resultado de la morada del Espíritu Santo durante la vida presente. Pablo ve en el pecado un obstáculo para alcanzar la vida eterna, como en Romans 6:23.
Para Pablo, la vida eterna es una posesión futura y "la meta escatológica hacia la que los creyentes se esfuerzan"  Pablo hace hincapié en que la vida eterna no es simplemente algo que hay que ganar, sino un don de Dios, como en Romans 6:23: "la paga del pecado es muerte, pero el don gratuito de Dios es vida eterna en Cristo Jesús, Señor nuestro". En Romanos 6:23 también contrapone el pecado y la vida eterna: mientras que el pecado resulta en la muerte, los que están "en Cristo" cosecharán la vida eterna.
Pablo también discute la relación de la vida eterna con el Espíritu Santo, afirmando que estar con el Espíritu y pensar con el Espíritu conduce a la vida eterna, por ejemplo, Gálatas 6:8: : "el que siembra para el Espíritu, del Espíritu cosechará la vida eterna. " Para Pablo la vida eterna futura llega como resultado de la morada del Espíritu Santo durante la vida presente, y las afirmaciones interrelacionadas sobre la vida presente, el Espíritu y la vida futura forman un elemento clave de las enseñanzas sobre el tema en Gálatas.
En la  carta a Timoteo caracteriza a los cristianos por referencia a la vida eterna y llama a los seguidores de Jesús: "ejemplo de los que en adelante han de creer en él para vida eterna" y en 6:12 les aconseja "pelear la buena batalla de la fe, aferrarse a la vida eterna".

### Evangelios Sinópticos
El Nuevo Testamento incluye quince apariciones de la palabra «vida», ocho de ellas incluyendo el adjetivo «eterna».
Hay paralelismos en cómo los sinópticos se refieren a "ser salvado" y Juan se refiere a la vida eterna, como en la tabla siguiente:
| Mateo 16:25                                      | Marcos 8:35                                                      | Lucas 9:24                                        | Juan 12:25                                                                 |
| ------------------------------------------------ | ---------------------------------------------------------------- | ------------------------------------------------- | -------------------------------------------------------------------------- |
| ... el que pierda su vida por mí, la encontrará. | ... el que pierda su vida por mí y por el evangelio, la salvará. | ... el que pierda su vida por mí, ése la salvará. | ... el que aborrece su vida en este mundo la guardará para la vida eterna. |

En el Evangelio de Lucas, la Parábola del buen samaritano comienza con una pregunta sobre la vida eterna en 10:25 cuando un abogado pregunta a Jesús qué tiene que hacer para "heredar la vida eterna".
El Evangelio de Mateo incluye referencias a la vida eterna, en 19:16, 19:29 y 25:46. La referencia en Mateo 19:16 está dentro de la parábola de Jesús y el joven rico que también aparece en Marcos 10:17-31 y Lucas 18:18-30. Esta parábola relaciona el término "vida eterna" con la entrada en el Reino de Dios. La parábola comienza con una pregunta a Jesús por parte del joven: "¿qué haré de bueno para tener vida eterna?" y Jesús le aconseja guardar los mandamientos, y luego se refiere a la entrada en el "Reino de Dios" en el mismo contexto.

### Literatura joánica
Porque de tal manera amó Dios al mundo, que ha dado a su Hijo unigénito, para que todo aquel que en él cree, no se pierda, mas tenga vida eterna.
Juan 3:16

El concepto joánico de la vida eterna difiere del del punto de vista sinóptico. La Literatura joánica presenta específicamente la visión de la vida eterna no como simplemente futurista, sino también perteneciente a la presente, por lo que aquellos que escuchan las palabras de Jesús y la confianza en Yaweh puede poseer la vida "aquí y ahora", así como en la eternidad, porque han "pasado de muerte a vida", como en Juan 5:24. En general, el Nuevo Testamento equilibra el presente y el futuro con respecto a la vida eterna: el creyente ha pasado de la muerte a la vida eterna, pero esto queda por realizarse totalmente en el futuro.

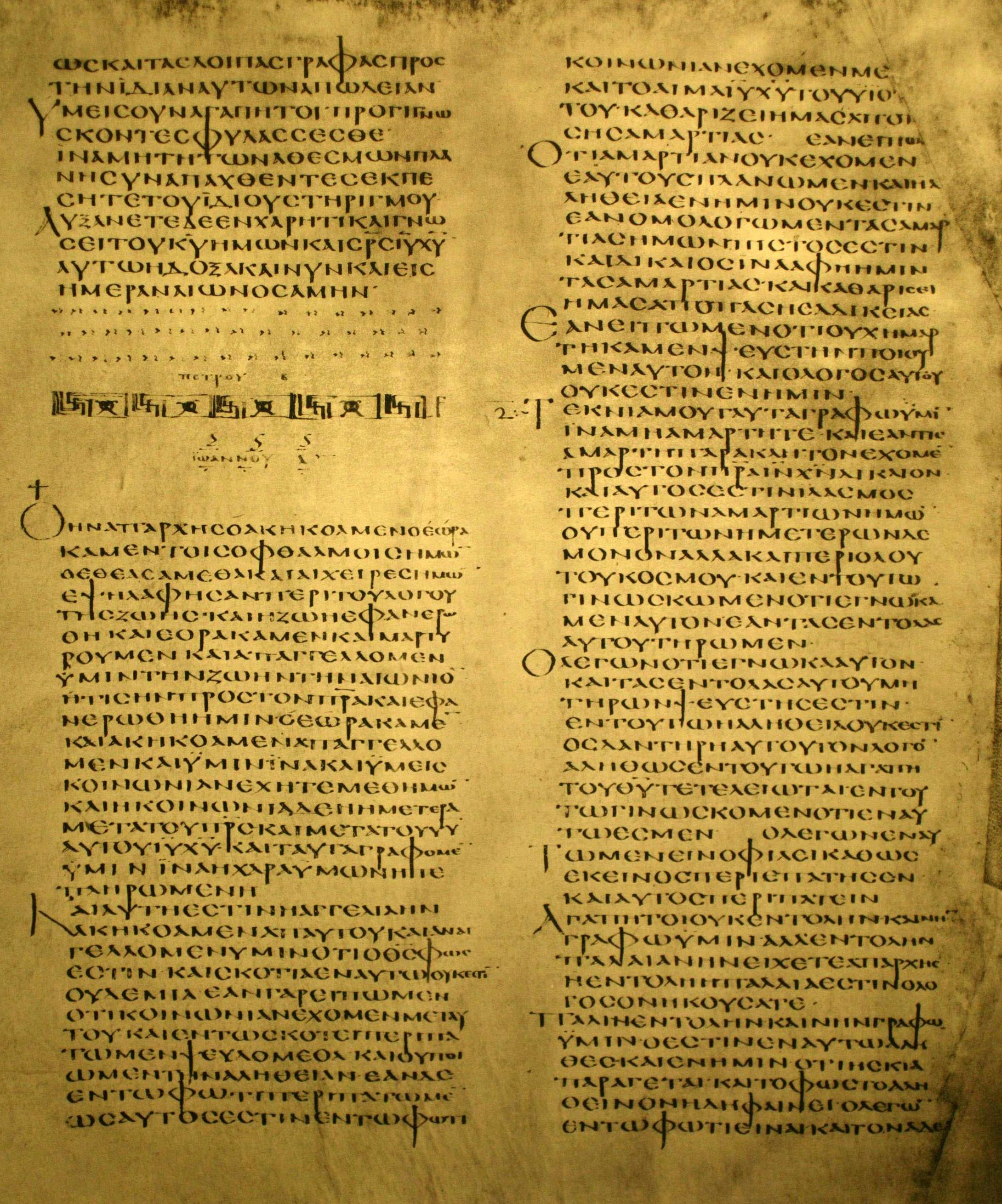
Primera Epístola de Juan en el Códice Alejandrino, siglo V

Hay unos 37 usos de la palabra «vida» en el Evangelio de Juan, de los cuales aproximadamente la mitad se refieren a la «vida eterna». Hay seis apariciones en 1 Juan. El concepto impregna tanto los escritos joánicos que en muchos casos uno puede simplemente leer vida como vida eterna.
El teólogo evangélico reformado D. A. Carson considera que 5:24 da la "afirmación más fuerte de la escatología inaugurada en el Cuarto Evangelio": no es necesario que el creyente "espere hasta la último día para experimentar algo de la vida de resurrección. " George Eldon Ladd señala que, al igual que el Reino de Dios, la vida eterna "no es sólo un don escatológico perteneciente a la Era venidera; es también un don que se recibe en el eón antiguo". En este contexto, el don de la vida eterna en el viejo eón en el que el pecado y la muerte siguen presentes se contrapone a la vida eterna en el nuevo eón de vida y justicia, el Mundo Venidero al que pertenecerán los fieles.
Sin embargo, aunque como en John 3:16 Dios ha proporcionado el don de la vida eterna a los creyentes, la posibilidad de perecer (απόληται) permanece si uno rechaza a Jesús. Según John 3:36, "El que cree en el Hijo tiene vida eterna; pero el que no obedece al Hijo no verá la vida, sino que la ira de Dios permanece sobre él."
Hacia el final del Evangelio de Juan (20:31), el propósito de escribir el Cuarto Evangelio se declara como: "para que creáis que Jesús es el Cristo, el Hijo de Dios, y para que creyendo tengáis vida en su nombre". Esto se correlaciona a menudo con 1 John 5:13: "Estas cosas os he escrito a vosotros que creéis en el nombre del Hijo de Dios, para que sepáis que tenéis vida eterna."
El Evangelio de Juan sitúa la vida eterna en torno a la persona de Jesús, el Cristo. En la visión juanina Cristo puede revelar la vida a los humanos porque él mismo es la vida. 1 John 1:2: "anunciaros la vida eterna, que estaba con el Padre y se nos manifestó" se compara con John 1:1: "y el Verbo estaba con Dios", refiriéndose a la preexistencia de Cristo.
El término se utiliza en el Evangelio de Juan en el contexto del Agua de Vida y Juan 4:14 afirma: "el agua que yo le daré se convertirá en él en una fuente de agua que salte hasta la vida eterna".
En Juan 6:51 Jesús afirma que: el que come mi carne y bebe mi sangre tiene vida eterna, y yo lo resucitaré en el último día. Esto ha sido transpuesto, no sólo a una relación con Jesús en común con la Teología cristiana sino también a la Eucaristía como elemento para obtener la vida eterna. El Catecismo de la Iglesia católica (punto 1212) enseña que los cristianos nacen mediante el sacramento del Bautismo y reciben el "alimento de la vida eterna" en la Eucaristía.
En Juan 10:27-28 Jesús afirma que: "Mis ovejas oyen mi voz, y yo las conozco, y me siguen; y yo les doy vida eterna, y no perecerán jamás." Esto se refiere a la relación personal, de corazón a corazón, que se espera que el cristiano tenga con Jesús.
Otro uso es en Juan 17:3: "Y esta es la vida eterna: que te conozcan a ti, el único Dios verdadero, y al que tú enviaste, Jesucristo", este uso relacionado con el "tema de la vida" en el Libro del Apocalipsis.

## Catolicismo romano
Los cristianos católicos enseñan que existe un reino sobrenatural llamado Purgatorio donde las almas que han muerto en estado de gracia pero que aún no han expiado los pecados veniales o los castigos temporales debidos a pecados pasados son purificadas antes de ser admitidas en Cielo.
La versión inglesa del Catecismo de la Iglesia Católica promulgado por el Papa Juan Pablo II no contiene el término "vida después de la muerte", sin embargo, en la versión en español, la referencia a la resurrección de la carne  y a la vida eterna son numerosos empezando por los primeros capítulos en los que  se habla del Credo, de la profesión de la fe.